# NGC 4855
NGC 4855 је елиптична галаксија у сазвежђу Девица која се налази на NGC листи објеката дубоког неба.
Деклинација објекта је - 13° 13' 50" а ректасцензија 12h 59m 18,4s. Привидна величина (магнитуда) објекта NGC 4855 износи 12,9 а фотографска магнитуда 13,9. NGC 4855 је још познат и под ознакама MCG -2-33-77, PGC 44572.